# Слобода (футбольный клуб, Тузла)
«Слобода» Тузла (хорв. и босн. Fudbalski klub Sloboda) ― футбольный клуб из Боснии и Герцеговины, базируется в городе Тузла. Клуб был основан в 1919 году под названием Горки в честь русского писателя Максима Горького и в настоящее время играет в Первой лиге Боснии и Герцеговины, длительное время выступал в Премьер-лиге.
В 2009 году отпраздновал свою первую победу в Кубке Боснии и Герцеговины.
Клуб принимает гостей на стадионе «Тушань», вмещающем 10 000 зрителей.

## История
В 2024 году клуб заявил о себе неординарным способом. В ходе сезона 2024/2025 президент клуба Азмир Хусич уволил всех футболистов и тренерский состав за неудовлетворительные результаты. После 17 игр команда занимала последнее место в турнирной таблице набрав 2 очка и забив 5 голов.

## Достижения
- Серебряный Чемпионата Боснии и Герцеговины (1): 2016
- Бронзовый призер Чемпионата Боснии и Герцеговины: (2) 1996, 2009
- Финалист Кубка Боснии и Герцеговины: (5) 1996, 2000, 2008, 2009, 2016

## Выступления в еврокубках
| Сезон   | Турнир           | Раунд                         | Соперник         | Дома | В гостях | Общий счёт |  |
| ------- | ---------------- | ----------------------------- | ---------------- | ---- | -------- | ---------- |  |
| 1977/78 | Кубок УЕФА       | Первый раунд                  | Лас-Пальмас      | 4:3  | 0:5      | 4:8        |  |
| 2003    | Кубок Интертото  | Первый раунд                  | Акюрейри         | 1:1  | 1:1      | 1:1(3:2p)  |  |
| 2003    | Кубок Интертото  | Второй раунд                  | Льерс            | 1:0  | 1:5      | 2:5        |  |
| 2004    | Кубок Интертото  | Первый раунд                  | Публикум         | 1:0  | 1:2      | 2:2(а)     |  |
| 2004    | Кубок Интертото  | Второй раунд                  | Спартак Трнава   | 0:1  | 1:2      | 1:3        |  |
| 2016/17 | Лига Европы УЕФА | Первый квалификационный раунд | Бейтар Иерусалим | 0:0  | 0:1      | 0:1        |  |